# Phùng Nguyên
Phùng Nguyên là một xã thuộc huyện Lâm Thao, tỉnh Phú Thọ, Việt Nam.

## Địa lý
Xã Phùng Nguyên nằm ở phía tây nam huyện Lâm Thao, có vị trí địa lý:
- Phía đông giáp các xã Bản Nguyên, Sơn Vi và Tứ Xã
- Phía tây và phía nam giáp huyện Tam Nông
- Phía bắc giáp thị trấn Lâm Thao.

Xã Phùng Nguyên có diện tích 15,22 km², dân số năm 2018 là 13.192 người, mật độ dân số đạt 867 người/km².

## Lịch sử
Địa bàn xã Phùng Nguyên hiện nay trước đây vốn là ba xã: Hợp Hải, Kinh Kệ, Sơn Dương.
Trước khi sáp nhập, xã Kinh Kệ có diện tích 6,08 km², dân số là 5.509 người, mật độ dân số đạt 906 người/km². Xã Hợp Hải có diện tích 5,19 km², dân số là 3.182 người, mật độ dân số đạt 613 người/km². Xã Sơn Dương có diện tích 3,95 km², dân số là 4.501 người, mật độ dân số đạt 1.139 người/km².
Ngày 17 tháng 12 năm 2019, Ủy ban Thường vụ Quốc hội ban hành Nghị quyết 828/NQ-UBTVQH14 về việc sắp xếp các đơn vị hành chính cấp xã thuộc tỉnh Phú Thọ (nghị quyết có hiệu lực từ ngày 1 tháng 1 năm 2020). Theo đó, sáp nhập toàn bộ diện tích và dân số của ba xã Hợp Hải, Kinh Kệ và Sơn Dương thành xã Phùng Nguyên.

## Di tích
- Di chỉ văn hóa Phùng Nguyên - di tích lịch sử văn hóa cấp quốc gia
- Đình làng Hữu Bổ - di tích cấp quốc gia
- Chùa An Phúc - đình Sơn Dương - di tích cấp quốc gia
- Đình làng Phùng Nguyên
- Chùa Phúc Nguyên - làng Phùng Nguyên
- Cổng làng Phùng Nguyên
- Đình làng Kinh Kệ
- Chùa Khánh Nghiêm - làng Kinh Kệ
- Chùa Long Thành - làng Hữu Bổ
- Chùa Diên Khánh - làng Hữu Bổ
- Đền làng Hữu Bổ
- Đình làng Vu Tử
- Chùa Sơn Thủy - làng Vu Tử
- Chùa Phúc Khánh
- Miếu làng Lạng Hồ
- Đền thờ Lân Hổ Đại Vương

## Danh nhân
- Nguyễn Doãn Khánh